# Lush Rimbaud
I Lush Rimbaud sono un gruppo musicale psychedelic rock Italiano proveniente da Falconara Marittima in provincia di Ancona.

## Storia

### 1998-2004: Origini e prime demo
I Lush Rimbaud nascono nel 1998 a Falconara Marittima in provincia di Ancona dall'incontro di Tommaso Pela (voce e chitarra), David Cavalloro (voce e chitarra), Marco Giaccani (basso e voce), Michele Alessandrini (batteria) e Lorenzo Brutti (chitarra). Nei primi anni produssero diversi demo elaborando un suono tra chitarre e synth spesso ispirato al kraut rock ed allo space rock, partecipando anche a concorsi e venendo inclusi su alcune compilazioni. Fu però con il 2003 che videro la luce le due demo autoprodotto meglio riuscite, una con il titolo Twilight Zone, che comprendeva anche due brani registrati in contesti live come Impulso e Rom, in una miscela di stoner e space/Kraut rock riproposta in formule assolutamente originali e personali e l'altra I've Just Killed A Man. I tour di questo periodo li vide poi condividere il palco con band come Yuppie Flu ed Elio e le storie tese. Il brano Air Conditioning venne quindi inserito nella compilazione Soniche Avventure Vol. IX, mentre il videoclip del singolo dal titolo Remember Sammy Jenkis realizzato dal Posto Delle Fragole vinse numerosi premi a festival di cortometraggi italiani, prima di esser pubblicato su DVD dalla Hot Viruz nel 2005.

### 2005-2011: DaSix Fresh SongsaThe Sound Of The Vanishing Era
Nel 2005 i Lush Rimbaud autoprodussero il loro EP Six Fresh Songs, attirando così l'interesse della Eaten By Squirrels che li inserì in uno split 7" assieme agli aquinensi Suan, in cui mostravano una sempre maggior inclinazione verso sonorità hardcore punk.
Finalmente nel 2007 uscì il loro primo album intitolato Action from the Basement che vedeva la produzione congiunta della From Scratch Records e Bloody Sound Fucktory e la distribuzione Audioglobe, proponendo una miscela di suoni che all'ispirazione kraut/elettronica mescolava ora sonorità post-punk, noise rock e post-hardcore in tracce ruvide ed energiche.
Il successivo The Sound of the Vanishing Era venne prodotto dalle etichette FromScratch, Brigadisco, Bloody Sound, Hot Viruz, Narvalo Suoni, Sweet Teddy nel 2009 e vedeva in copertina una illustrazione di Rocco Lombardi raffigurante Enrico Malatesta a cavallo di un animale fantastico. Il suono, ancora ispirato all'esperienza sperimentale del kraut rock riletto in chiave post-hatdcore/post-punk, risultava impiantato "su voluminose strutture attorcigliate di synth e ritmica sferzante". Il brano The Make Money We Make Noise venne quindi inserito nella compilazione Brigadisco 1 - Poliuterano (Brigadisco, 2008). Il tour che seguì il disco li vide anche condividere il palco con i Liars. Molti furono poi i tour di questo periodo, che li vide in oltre 200 concerti tra Italia, Svizzera, Germania ed Inghilterra.

### 2012-2016: DaL/Rallo scioglimento
Nel 2013 i Lush Rimbaud pubblicano lo split 7" V'll #1 (FromSCRATCH) condiviso con gli olandesi zZz, in cui inseriscono i brani A Finger Composition e Freak Dream, due brani energici e ballabili.
Nel 2015 esce il loro album dal titolo L/R coprodotto da Bloody Sound Fucktory e fromSCRATCH Records, anticipato dal videoclip del singolo Marmite e presentato in anteprima sul sito di Rockerilla. L'album, che segnava un processo di distacco dalle sonorità punk e kraut del passato in favore di una psichedelia dai toni post-punk e di elettronica, non venne ben accolto da parte della critica che lo considerava perlopiù artificioso, imitativo e discontinuo. Seguono i videoclip di G-Spot diretto da Alessio Ballerini e Never Regret diretto da Mattia Fiumani. I Lush Rimbaud si sciolsero così nel 2016, dopo il tour che seguì l'album.

### Dopo i Lush Rimbaud
Se Marco Giaccani aveva già partecipato nel 2008 alla band proto-punk chiamata Jesus Franco & the Drogas con lo pseudonimo di Max Droga, fu con il 2019 che assieme agli ex Lush Rimbaud Michele Alessandrini e Tommaso Pela diede vita alla band Heat Fandango, con la finalità di sviluppare sonorità decisamente più crude, scarne e "rock and roll". Il trio, anche a causa della pandemia di COVID-19, pubblicò il primo album solo due anni più tardi con il titolo di Reboot System (Bloody Sound Fucktory / Araghost Records, 2021).
Nel 2024 esce il secondo album degli Heat Fandango, intitolato Onde. Prodotto dalle etichette Bloody Sound Fucktory, Trulletto Records e Brigadisco, Onde propone un suono fortemente influenzato dal garage rock / post punk revival, determinando un cambio stilistico dovuto in parte all'utilizzo della lingua italiana per le liriche delle canzoni.

## Componenti
- Tommaso Pela (voce, chitarra)
- David Cavalloro (chitarra, synth, voce)
- Marco Giaccani (basso, theremin, voce)
- Michele Alessandrini (batteria, samples)
- Lorenzo Brutti (chitarra, 1998-2004)

## Produzioni

### Album
- 2007 - Action from the Basement (CD, FromSCRATCH, Bloody Sound Fucktory, Sweet Teddy Records)
- 2009 - The Sound of the Vanishing Era (CD, LP, Bloody Sound Fucktory, FromSCRATCH, Sweet Teddy Records, Brigadisco, Hot Viruz, Narvalo Suoni)
- 2015 - L/R (LP, CD, FromSCRATCH, Bloody Sound Fucktory)

### Split
- 2005 - Lush Rimbaud / Suan (7", Eaten By Squirrels)
- 2013 - Lush Rimbaud / zZz (12", FromSCRATCH)

### Compilation
- 2003 - Tiny Tunes Vol 2 (CD, Hoboken Records)
- 2004 - Soniche avventure Vol IX (CD, FridgeRecords)
- 2005 - Liberalarte! 2 (CD, [PML)
- 2005 - March(e)ingegno Sonoro Vol 1 (CDr, Kathodik)
- 2008 - eMpTV Nights Compilation (CDr, DisorderDrama)
- 2008 - Thermos 10 (2xCD, Loom - HotViruz)
- 2009 - Brigadisco1/Poliuretano (CD, Brigadisco)
- 2009 - Italian Underground serial decada 2000-2010: Volume 5 (CDr, Bloody Sound)
- 2010 - Compilation d'Ada (CD, àDecouvrirAbsolument)
- 2011 - Natale in ritardo Vol 1 (CD, AcidiViola)
- 2011 - fromSCRACTH 2003-2010 v.1 (CD, FromSCRATCH)
- 2011 - fromSCRACTH 2003-2010 v.2 (CD, FromSCRATCH)
- 2012 - Compilazione #1 (CD, TotenSchwanRec)
- 2016 - Music? No control #36 (Sfera Cubica)

### Videoclip e DVD
- 2004 - Remember Sammy Jenkis - regia di Il Posto delle Fragole
- 2006 - The zero issue: Conshous dream, fashion films (DVD, Fly)
- 2015 - Marmite - regia di Juri Cerusico Teapot Film
- 2016 - G-Spot - regia di Alessio Ballerini
- 2016 - Never Regret - regia di Mattia Fiumani